# المسرح الوطني محمد الخامس (الرباط)
المسرح الوطني محمد الخامس أو مسرح محمد الخامس هو مسرح في المغرب وأول مبنى مسرحي أنشئ منذ استقلاله. تأسس عام 1973 ويقع وسط مدينة الرباط، عاصمة المغرب، قرب المدينة القديمة وشارع محمد الخامس.

## تاريخ
المتحف أنشأه مشروع من وزارة الأحباس التي مولت بنائه المتمم عام 1961، ودشنه الملك الحسن الثاني في 14 مارس 1962 تحت اسم «مسرح محمد الخامس» تكريما لوالده الراحل محمد الخامس. صار وفقا لظهير صدر 22 فبراير 1973 «مؤسسة عمومية ذات طابعة قانونية واستقلالية مالية تخضع للإدارة المكلفة بالشؤون الثقافية» والتي كانت آنذاك وزارة الأحباس للشؤون الإسلامية والثقافة، والتي هي الآن وزارة الثقافة والاتصال—تحت اسم مسرح محمد الخامس الوطني.

## روابط خارجية
- الموقع الرسمي